# Тимчасовий ферганський уряд
Тимчасовий ферганський уряд (22 жовтня 1919 — 6 березня 1920) — уряд у Ферганській області Туркестану, під час громадянської війни на теренах колишньої Російської імперії.

## Історія
Створено 22 жовтня 1919 на нараді в Іркештамі. У радянській офіційній історіографії ініціатива створення тимчасового уряду у Фергані приписується англійській розвідці. На нараді були присутні лідери місцевого басмацтва (Курбаші), представники створеної у Ферганській долині Селянської армії Монстрова (з російських переселенців), представники мусульманського духовенства та національної буржуазії.

## Склад уряду
- Мадамін-бек (глава уряду і головнокомандувач)
- Костянтин Монстров (заступник голови уряду). У радянських джерелах Костянтин Монстрів часто згадується як полковник, а в деяких сучасних джерелах навіть як полковник царської армії, в ряді інших джерел просто як колишній царський офіцер. Більш ймовірно, що чин полковника Монстров отримав з рук Мадамін-бека. Є відомості, що перед тим як переселитись до Середньої азії Монстров працював конторським службовцем, потім підрядником. Служив волосним писарем. У 1914 році отримав земельний наділ у Джалям-Аббадському районі. Був власником млина.[2]
- Олександр Муханов (військовий міністр). Комендант фортеці Гульчій.
- Ненсберг (міністр внутрішніх справ). Єврей за національністю, до війни присяжний повірений.

Уряд мав очолити всі антибільшовицькі сили в боротьбі проти Туркестанської республіки, надати підтримку військам Антанти в ході англійської інтервенції до Середньої Азії. Він прагнув координувати виступи басмачів, організував підготовку командних кадрів, сформував три загони з числа бійців досить виснаженої у вересні 1919 року «Селянської армії».
З Тимчасовим урядом боролися радянські війська Ферганського, а потім Туркестанського фронту (командуючий Михайло Фрунзе), Туркестанська комісія ВЦВК та РНК РРФСР.
У вересні 1919 року об'єднані війська Мадамін-бека і Селянської армії Монстрова взяли місто Ош. У ході боїв за місто загинув командир дружини Андижанського повітового комітету більшовицької партії Більдін.
В енциклопедії «Громадянська війна і військова інтервенція» зазначено, що тимчасовий ферганський уряд сформовано 22 жовтня 1919 року. У той же самий час в цій же енциклопедії говориться, що уряд перебував у Оші до 26 вересня 1919 року.
10 вересня 1919 р. війська Мадамін-бека та Монстрова взяли в облогу Андижан, яка тривала до 23 вересня 1919 року. В бою під кишлаком Хакент (24 вересня 1919) в околицях Андижана загинув голова революційно-військової ради Ферганського фронту Дмитро Спасібов.
Наступ Червоної Армії змусив Мадамін-бека та Монстрова покинути Ош і перебратися до Джалал-Абада, де вони перебували до 30 вересня 1919 року. Потім, у зв'язку із захопленням міста червоними тимчасовий уряд переїхав до Іркештана на кордоні з Китаєм, де і було проголошено створення уряд.
17 жовтня 1919 року війська тимчасового уряду зазнали поразки в районі фортеці Гульчій біля міста Іркештан.
Тимчасовий ферганський уряд, фактично, перестав існувати. Монстрова взяли в полон (за іншою версією — він здався) 17 січня 1920 року і пізніше розстріляли. Мадамін-бек здався в березні 1920 року. Пізніше, за співпрацю з більшовиками був страчений інший великий курбаші басмачів Хал-Хаджой.

## Курбаші
Фергана (курбаші)
- Іргаш-курбаші (02.1918 — 01.1920)*
- Мадамін-бек Ахметбеков (10.1918 — 6.03.1920, з 1919 головний міністр Тимчасового Ферганського уряду)*
- Муетдін Усманалієв (1918—1922)*
- Аман-Палван (1918—1923)*
- Куршірмат (1918—1921, з 1920 року емір Фергани).
- Холбута (в Ура-Тюбі 1920—1922)*
- Рахманкул (в Аблику 1918—1922)*
- Парпи (в Алає 1918—1922)*[4]